# Liste der Divisionen der Wehrmacht
Die Liste der Divisionen der Wehrmacht gibt eine Übersicht über alle Großverbände der Wehrmacht im Zweiten Weltkrieg.
Divisionen konnten über ihr Bestehen hinweg neue Aufgaben und Zuordnungen erhalten, wodurch Abkürzungen dem Divisionsnamen hinzugefügt wurden. Als Beispiel kann angefügt werden: z.b.V. (zur besonderen Verwendung), (mot.) für motorisiert bzw. bodenständig. Bodenständige Einheiten verfügten über keine eigenen Transportmittel, d. h. waren ortsgebunden.

## Heer

### Infanterie-Divisionen
Im Laufe des Krieges veränderte sich die Benennung der Infanterie-Divisionen mehrfach. Die Heeres-Organisationsabteilung ordnete am 23. Juni 1943 mit sofortiger Wirkung die Umbenennung aller neu aufgestellten Infanterie in Grenadier-Divisionen an. Ab Herbst 1944, wurden neu aufgestellte Infanterie-Divisionen nur noch als Volksgrenadier-Divisionen aufgestellt.

### Nummerierte Divisionen
Um 1939/1940 wurden eine Vielzahl von Divisionen meist aus Ersatztruppen aufgestellt. Zu einem späteren Zeitpunkt erfolgte meist die Umbenennung in eine Reserve- oder reguläre Infanterie-Division.
Beispiel: Division Nr. 160 wurde erst in 160. Reserve-Division und dann kurz vor Kriegsende noch zur 160. Infanterie-Division.

### Divisionen für Spezialoperationen
- Division Brandenburg (Aufgestellt als Sonderverband Brandenburg; Am 1. April 1943 umbenannt in Division Brandenburg.)

### Gemischte Divisionen
- Division „von Broich“ (Aufgestellt als Division „von Broich“; im Februar 1943 umbenannt in Division „von Manteuffel“. Sie bestand aus gemischten Truppengattungen.)
- Division z.V. (Division zur Vergeltung, aufgestellt als gemischter Verband aus Angehörigen der Wehrmacht und Waffen-SS zum Einsatz der V-Waffen.)

### Kavallerie-Divisionen
- 1. Kavallerie-Division
- 3. Kavallerie-Division
- 4. Kavallerie-Division

### Artillerie-Divisionen
- 18. Artillerie-Division
- Artillerie-Division z.b.V. 309
- Artillerie-Division 310
- Artillerie-Division 311
- Artillerie-Division 312

### Divisionen mit Buchstaben
Siehe: Divisionen mit Buchstaben

### Stellungsdivisionen
- 554. Infanterie-Division
- 555. Infanterie-Division
- 556. Infanterie-Division
- 557. Infanterie-Division

Siehe: Stellungsdivisionen

### Divisionen zur besonderen Verwendung
Besonders zum Ende des Zweiten Weltkriegs wurden unterschiedlichste Truppenteile in Nummerndivisionen zur besonderen Verwendung (z. b. V.) zusammengestellt:
- Infanterie-Division z. b. V. 1
- Infanterie-Division z. b. V. 2
- Infanterie-Division z. b. V. 3
- Infanterie-Division z. b. V. 4
- Artillerie-Division z.b.V. 309
- Division z.b.V. 609

Die Zusammenführung erfolgte aber auch je nach Erfordernis, wie z. B. bei der Afrika-Division z. b. V.

### Divisionen zur militärischen Täuschung
- 63. Infanterie-Division
- 80. Jäger-Division
- 219. Infanterie-Division
- 249. Infanterie-Division
- 703. Infanterie-Division

### Großverbände mit ausländischen Freiwilligen

#### Infanterie-Divisionen
- 162. Turkmenische Infanterie-Division (Andere Bezeichnung: 162. (Turk)-Infanterie-Division)
- 250. Infanterie-Division (Blaue Division, spanisch División Azul) (Andere Bezeichnungen: Spanische Freiwilligendivision oder offiziell: División Española de Voluntarios)
- 369. (kroatische) Infanterie-Division
- 373. (kroatische) Infanterie-Division
- 392. (kroatische) Infanterie-Division (Blaue Division, kroatisch Plava divizija)
- 600. Infanterie-Division (Andere Bezeichnungen: 1. Division der Russischen Befreiungsarmee (ROA) oder 600. (russ.) Infanterie-Division)
- 650. Infanterie-Division (Andere Bezeichnungen: 2. Division der Russischen Befreiungsarmee (ROA) oder 650. (russ.) Infanterie-Division)
- Freiwilligen-Stamm-Division

#### Kavallerie-Divisionen und Korps
- 1. Kosaken-Division (weiter Bezeichnung 1. Kosakenkavalleriedivision)
- 2. Kosaken-Division
- Kalmückisches Kavalleriekorps

#### Legionen
- Armenische Legion
- Légion des volontaires français contre le bolchévisme (Andere Bezeichnungen: Französische Freiwilligenlegion gegen den Bolschewismus, Légion volontaires française (LVF) oder Légion anti-bolchévique)
- Georgische Legion
- Legion Freies Indien (Andere Bezeichnungen: Indische Legion bzw. Infanterie-Regiment (ind.) 950)
- Kaukasisch-Mohammedanische Legion (Andere Bezeichnungen: Muslimische Kaukasuslegion)
  - Aserbaidschanische Legion (Entstanden 1942 durch Aufteilung der Kaukasisch-Mohammedanischen Legion)
  - Nordkaukasische Legion (Entstanden 1942 durch Aufteilung der Kaukasisch-Mohammedanischen Legion)
- Turkistanische Legion
- Legion Idel-Ural (Andere Bezeichnungen: Wolga-Tatarische Legion)
- Legion Freies Arabien
- Kroatische Legion

#### Sonstige Verbände
- Russisches Schutzkorps (Aufgestellt als Russisches Schutzkorps; später umbenannt in Russische Fabrikschutzgruppe.)
- 1. Russische Nationalarmee (Aufgestellt als Russisches Lehrbataillon; eine weitere Bezeichnung war Sonderstab R; in 1943 umbenannt in Sonderdivision R; zwischenzeitliche Umbenennung in Grüne Armee z.b.V.; in 1945 Umbenennung in 1. Russische Nationalarmee.)
- Sonderverband Bergmann
- Sonderverband Graukopf (Eine weitere Bezeichnung war Russische Nationale Volksarmee.)
- Kampfgruppe Mäder
- Division Brehmer (war ein 1944 zur Partisanenbekämpfung in Frankreich aufgestellter gemischter Verband. Ihm gehörten auch SS- und Polizeiverbände sowie ein georgisches Bataillon und französische Kollaborateure an.)

## Luftwaffe

### Panzerdivision
- Fallschirm-Panzer-Division 1 Hermann Göring
  - Seit Oktober 1942 Division Hermann Göring
  - Seit Juni 1943 Panzer-Division Hermann Göring
  - Seit April 1944 Fallschirm-Panzer-Division 1 Hermann Göring

### Luftwaffen-Felddivisionen
- 1. Luftwaffen-Felddivision
- 2. Luftwaffen-Felddivision
- 3. Luftwaffen-Felddivision
- 4. Luftwaffen-Felddivision: Am 1. November 1943 umbenannt in 4. Felddivision (L).
- 5. Luftwaffen-Felddivision
- 6. Luftwaffen-Felddivision
- 7. Luftwaffen-Felddivision
- 8. Luftwaffen-Felddivision
- 9. Luftwaffen-Felddivision: Am 20. September 1943 umbenannt in 9. Felddivision (L).
- 10. Luftwaffen-Felddivision: Am 20. September 1943 umbenannt in 10. Felddivision (L).
- 11. Luftwaffen-Felddivision: Am 20. September 1943 umbenannt in 11. Felddivision (L).
- 12. Luftwaffen-Felddivision
- 13. Luftwaffen-Felddivision
- 14. Luftwaffen-Felddivision
- 15. Luftwaffen-Felddivision: Am 11. Oktober 1943 umbenannt in 15. Felddivision (L)
- 16. Luftwaffen-Felddivision
- 17. Luftwaffen-Felddivision
- 18. Luftwaffen-Felddivision
- 19. Luftwaffen-Felddivision: Am 1. Juni 1944 umbenannt in 19. Luftwaffen-Sturm-Division.
- 20. Luftwaffen-Felddivision: Am 1. Juni 1944 umbenannt in 20. Luftwaffen-Sturm-Division.
- 21. Luftwaffen-Felddivision
- 22. Luftwaffen-Felddivision: Division ist nicht aufgestellt worden, bereitgestellte Truppenteile gingen an die 21. Luftwaffen-Felddivision.
- Luftwaffen-Division Meindl: Im Dezember 1942 aufgeteilt in 21. und 22. Luftwaffen-Felddivision.

### Fallschirmjäger-Divisionen
- 1. Fallschirmjäger-Division (Aufgestellt als 7. Flieger-Division; umbenannt am 1. Mai 1943 in 1. Fallschirmjäger-Division.)
- 2. Fallschirmjäger-Division
- 3. Fallschirmjäger-Division
- 4. Fallschirmjäger-Division
- 5. Fallschirmjäger-Division
- 6. Fallschirmjäger-Division
- 7. Fallschirmjäger-Division (Aufgestellt als Fallschirmjäger-Division Erdmann; umbenannt am 9. Oktober 1944 in 7. Fallschirmjäger-Division.)
- 8. Fallschirmjäger-Division
- 9. Fallschirmjäger-Division
- 10. Fallschirmjäger-Division
- 11. Fallschirmjäger-Division
- 20. Fallschirmjäger-Division (Aufgestellt als Fallschirm-Jäger-Ausbildungs- und Ersatz-Division; umbenannt am  5. April 1945 in 20. Fallschirmjäger-Division.)
- 21. Fallschirmjäger-Division

### Flak-Divisionen
- 1. Flak-Division (Aufgestellt als Luftverteidigungskommando Berlin; am 1. August 1939 umbenannt in Luftverteidigungskommando 1; am 1. September 1941 umbenannt in 1. Flak-Division.)
- 2. Flak-Division (Aufgestellt als Luftverteidigungskommando Leipzig; am 1. August 1939 umbenannt in Luftverteidigungskommando 2; am 1. September 1941 umbenannt in 2. Flak-Division.)
- 3. Flak-Division (Aufgestellt als Luftverteidigungskommando Hamburg; am 1. August 1939 umbenannt in Luftverteidigungskommando 3; am 1. September 1941 umbenannt in 3. Flak-Division.)
- 4. Flak-Division (Aufgestellt als Luftverteidigungskommando Düsseldorf; am 1. August 1939 umbenannt in Luftverteidigungskommando 4; am 1. September 1941 umbenannt in 4. Flak-Division.)
- 5. Flak-Division (Aufgestellt als Luftverteidigungskommando 5; am 1. September 1941 umbenannt in 5. Flak-Division)
- 5. Flak-Division (W)
- 6. Flak-Division (Aufgestellt als Luftverteidigungskommando Stettin; am 1. August 1939 umbenannt in Luftverteidigungskommando 6; am 1. September 1941 umbenannt in 1. Flak-Division.)
- 7. Flak-Division (Aufgestellt als Luftverteidigungskommando 7; am 1. September 1941 umbenannt in 7. Flak-Division.)
- 8. Flak-Division (Aufgestellt als Luftverteidigungskommando Dänemark; später Umbenennung in Luftverteidigungskommando 8; am 1. September 1941 umbenannt in 8. Flak-Division.)
- 9. Flak-Division (Aufgestellt als Luftverteidigungskommando 9; am 1. September 1941 umbenannt in 9. Flak-Division.)
- 10. Flak-Division (Aufgestellt als Luftverteidigungskommando 10; am 1. September 1941 umbenannt in 10. Flak-Division.)
- 11. Flak-Division (Aufgestellt als Führungsstab des Höheren Kommandeurs der Festungsflak-Artillerie III; am 1. Februar 1941 umbenannt in Luftverteidigungskommando 11; am 1. September 1941 umbenannt in 11. Flak-Division.)
- 12. Flak-Division
- 13. Flak-Division
- 14. Flak-Division
- 15. Flak-Division
- 16. Flak-Division (Aufgestellt als 16. Flak-Division; am 15. Februar 1945 umgewandelt in das VI. Flak-Korps.)
- 17. Flak-Division
- 18. Flak-Division
- 19. Flak-Division
- 20. Flak-Division
- 21. Flak-Division
- 22. Flak-Division
- 23. Flak-Division
- 24. Flak-Division
- 25. Flak-Division
- 26. Flak-Division
- 27. Flak-Division
- 28. Flak-Division
- 29. Flak-Division
- 30. Flak-Division (E.Tr.) (E.Tr. für Eisenbahn-Transportschutz)
- 31. Flak-Division
- Flak-Ersatz-Division (Am 13. April 1945 umbenannt in Flak- Schul- und Ersatz-Division Süd.)
- Flakschul-Division (Am 13. April 1945 umbenannt in Flak- Schul- und Ersatz-Division Nord.)

### Flakscheinwerfer-Divisionen
- 1. Flakscheinwerfer-Division
- 2. Flakscheinwerfer-Division

### Flieger-Divisionen
- Luftwaffen-Lehr-Division
- 1. Flieger-Division (1934–1935)
- 1. Flieger-Division (1938–1939)
- 1. Flieger-Division (1942–1945)
- 2. Flieger-Division (1938–1939)
- 2. Flieger-Division (1942–1945)
- 3. Flieger-Division (1938–1939)
- 3. Flieger-Division (1943–1945)
- 4. Flieger-Division (1938–1939)
- 4. Flieger-Division (1943–1945)
- 5. Flieger-Division (1938–1939)
- 5. Flieger-Division (1944–1945)
- 6. Flieger-Division
- 7. Flieger-Division
- 9. Flieger-Division (1940)
- 9. Flieger-Division (1945)
- 10. Flieger-Division (1939)
- 10. Flieger-Division (1942–1943)
- 11. Flieger-Division
- 12. Flieger-Division
- 14. Flieger-Division
- 15. Flieger-Division
- 16. Flieger-Division
- 17. Flieger-Division
- 18. Flieger-Division
- 21. Flieger-Division
- 22. Flieger-Division
- 31. Flieger-Division

## Marine

### Marine-Infanterie-Divisionen
- 1. Marine-Infanterie-Division
- 2. Marine-Infanterie-Division
- 3. Marine-Infanterie-Division
- 11. Marine-Infanterie-Division
- 16. Marine-Infanterie-Division

### Landungs-Divisionen
- 1. Landungs-Division (Aufgestellt als 1. Landungs-Lehr-Division; im Herbst 1941 umbenannt in 1. Landungs-Division.)
- 2. Landungs-Division